# Kahaluu-Keauhou
Kahaluu-Keauhou – jednostka osadnicza w Stanach Zjednoczonych, w stanie Hawaje, w hrabstwie Hawaiʻi.